# Burgergemeinde
In den Schweizer Kantonen Wallis und Bern werden als Burgergemeinden (französisch bourgeoisies) bezeichnet, was in anderen Kantonen Bürgergemeinde genannt wird. Diese sind Personalkörperschaften des öffentlichen Rechts in der Schweiz. Ihnen gehören unabhängig vom aktuellen Wohnort ausschliesslich natürliche Personen an, die den Status des Bürgers bzw. des Burgers und damit das Heimatrecht der (Bürger-/Burger-)Gemeinde besitzen.

## Kanton Wallis

### Burgergemeinden, Burgerschaften
In der Verfassung des Kantons Wallis, die auf das Jahr 1907 zurückgeht, gelten als Gemeinden
- die Burgergemeinden,[1] auch Heimatgemeinden[2] oder in der Umgangssprache auch Burgerschaft[3][4] genannt und
- die Einwohnergemeinden[1] (Orts-[2] oder politische Gemeinden[5]), auch Munizipalität[6] genannt,

wobei die Burgergemeinden grundsätzlich die alteingesessenen Familien einer Walliser Gemeinde vereinigen.
Der Kanton Wallis ist heutzutage ein administratives Dualsystem, die politische Gemeinde neben der Burgergemeinde, beide mit eigenen Urversammlungen und eigenen Organen, wobei die Walliser Burgergemeinden auch heute noch einen Eckstein des Staates Wallis bilden. Neben den 126 Einwohnergemeinden zählt das Wallis 141 Burgergemeinden, 67 davon im deutschsprachigen Wallis.

### Verfassung des Kantons Wallis
Die Burgergemeinden, die ihre Verwaltung selbst bestellen wollen, können einen Burgerrat ernennen, wobei 49 Walliser Burgergemeinden einen separaten Rat von mindestens 3 bis höchstens 9 Mitgliedern haben, 26 davon im deutschsprachigen Wallis. Wie die Gemeinderäte der politischen Gemeinde sind die Burgerräte für eine Amtsdauer von vier Jahren gewählt. Die Burgerversammlung besteht aus den Burgern, welche im Gebiet der Burgergemeinde ihren Wohnsitz haben. Die Burgerversammlung hat in Burgerangelegenheiten die gleichen Befugnisse wie die Urversammlung der Einwohnergemeinden. Besteht kein Burgerrat, verwaltet der Gemeinderat die Güter der Burgergemeinde, dennoch müssen die Burgerversammlungen getrennt von den Urversammlungen abgehalten werden.

### Geschichte
Vor 1848, als die Schweiz vom Staatenbund zum Bundesstaat geeint wurde und die Munizipal- oder Einwohnergemeinden geschaffen wurden, bestanden im Wallis lediglich die Burgergemeinden. Das Wallis hat jedoch die Burgergemeinden beibehalten; sie werden parallel zu den heutigen politischen Gemeinden als öffentlich rechtliche Korporationen geführt.
Die Rechtshistoriker und die Geschichtsschreiber nehmen heute mit grosser Sicherheit an, dass sich im Wallis seit der zweiten Hälfte des 13. Jahrhunderts die politische Gemeinde entwickelt hat. Die wirtschaftliche Gemeinde, die bereits vorher schon bestand, bildete eine rechtliche Einheit, die dem Inhalt und der Form nach privatrechtliche Funktionen ausübte. Im Gegensatz zur politischen Gemeinde kamen ihr keine selbständigen hoheitsrechtlichen Funktionen zu. Die politische Gemeinde (Communitas) ist aus der wirtschaftlichen Gemeinde erwachsen. Folglich ist die politische Gemeinde mit der Burgergemeinde identisch.
Die Burgergemeinden haben die Entstehung, Entwicklung und den Fortbestand des Kantons Wallis massgeblich beeinflusst und ausschlaggebend geprägt.

### Aufgaben
Der Aufgabenbereich der Burgergemeinden hat sich zwar stark geändert, aber auch erheblich ausgedehnt. Den Burgergemeinden kommt heutzutage grosse Bedeutung in Bezug auf Forst- und Landwirtschaft, Landschaftsschutz und -pflege, Umwelt- und Heimatschutz sowie Raumplanung zu, denn viele Hektare Weinberge (z. B. die Burgerreben der Burgergemeinde Stalden VS), 85 % der Walliser Wälder (über 75'000 Hektar), 121 Walliser Alpen (z. B. die Moosalp der Burgergemeinde Törbel), Allmenden und schliesslich einige hundert Gebäude bis zum herrschaftlichen Stadthaus befinden sich im Eigentum der Burgergemeinden. Darüber hinaus trachten die Walliser Burgergemeinden die soziale und wirtschaftliche Entwicklung sowie die touristischen und kulturellen Bestrebungen zu fördern.

### Burger und Bürger, Burgerrecht und kommunales Bürgerrecht
Im Wallis sind eingebürgerte Personen Bürger der Munizipalgemeinde.
Das Burgerrecht verleiht sich mittels automatischer Übertragung oder, auf entsprechendes Gesuch hin, durch Verleihung an einen Walliser Bürger, welcher die Vorgaben des Burgerreglementes erfüllt. Die im Kanton wohnansässigen Burger machen rund einen Drittel der Walliser Wohnbevölkerung aus. Das waren im Jahre 2004 insgesamt 93'997 Walliser Burger.

### Verband der Walliser Burgergemeinden (VWB)
Alle Burgergemeinden sind Mitglied des kantonalen Verbandes der Walliser Burgergemeinden, der 1969 gegründet wurde. Der Verband vertritt die Interessen der Burgergemeinden gegenüber allen andern politischen Institutionen und Interessengruppen.

## Kanton Bern

### Burgergemeinden
Die Verfassung des Kantons Bern vom 6. Juni 1993, Stand am 11. März 2015 unterscheidet im Artikel 107 zwischen den Gemeindearten der Einwohnergemeinden, der Burgergemeinden, der gemischten Gemeinden und der Kirchgemeinden. Im Burgergemeindenartikel 119 werden zudem noch deren Aufgaben wie folgt festgehalten: «Die Burgergemeinden setzen sich nach Massgabe ihrer Mittel zum Wohl der Allgemeinheit ein. Sie nehmen ihre angestammten Aufgaben wahr.» Nur der Artikel 120 über die gemischten Gemeinden nimmt noch Bezug auf die Burgergemeinde, dass «die gemischte Gemeinde die bestimmungsgemässe Verwaltung des burgerlichen Vermögens besorgt». Folglich geht die Gesetzgebung im Kanton Bern nicht so weit wie im Kanton Wallis.
Der Schweizer Verband der Bürgergemeinden konnte in einer Untersuchung aus den 1970er Jahren sechzig Untergruppen von Aufgaben feststellen, die die föderalistische Vielfalt der Bürgergemeinden unterstreichen. Die Bernischen Burgergemeinden sind Mitglied im kantonalen Verband der bernischen Burgergemeinden und burgerlichen Korporationen (VBBG). Präsidiert wird der Verband von alt Grossratspräsidentin Therese Rufer.
Zu den Burgergemeinden im Kanton Bern:
- Burgergemeinde Bern
- Burgergemeinde Nidau
- Burgergemeinde Burgdorf
- Burgergemeinde Biel
- Burgergemeinde Thun
- Burgergemeinde Koppigen
- Burgergemeinde Wimmis

### Kanton Wallis
- Der Grosse Rat des Kantons Wallis: Gesetz über die Burgerschaften. 175.2, umfasst insgesamt 26 Artikel, Sitten 28. Juni 1989.
- Thomas Julen: Das Burgerrecht im Oberwallis. Buchdruckerei Oberwallis, Naters 1978.

### Bern
- Die Burgergemeinde Bern : Gegenwart und Geschichte, Hrsg. von der Burgergemeinde Bern. 2. Auflage. Bern 1993, ISBN 3-7272-9081-1 (PDF-Datei; 60 MB)
- Von Bernern und Burgern, Tradition und Neuerfindung einer Burgergemeinde, von Birgit Stalder, Martin Stuber, Sibylle Meyrat, Arlette Schnyder, Georg Kreis; Hier und Jetzt Verlag, Baden (Schweiz) 2015; 2 Bände, 863 Seiten, ill.; ISBN 978-3-03919-333-2 (in der Literatur zitiert als "Stalder").